# 莊雪娟
莊雪娟 (Chong Suet Kuen)，籍貫：廣東省普寧縣，活躍於20世紀50年代後期至70年代初期的香港電影女明星及潮劇文武生。
- 由於莊雪娟能操潮語、粵語、廈門語及國語，亦能宜男宜女，被「邵氏公司」邀請加盟[2]。

- 1967年《寶蝶記》（也稱《寶蝶奇緣》）導演：珠璣；主演：羅艷卿(周仁)、林鳳(韓杏娘)、莊雪娟(杜文學)、石玲(杜娘子)、關海山(嚴年)、檸檬(乾爹)、袁小田(忠伯)。

- 有「潮劇任劍輝」渾號的莊雪娟最初參演的粵語電影是「天馬公司」的廣東粵劇《雙拜堂》(1965年)及《免死金牌》(1968年)，自始接拍多齣粵語電影 [3][4]。

- 莊雪娟與「天馬公司」的老闆曾慕熙、導演楊帆，演員石玲、余培基及余道輝等人，到啟德機場接搭乘國泰航空公司客機來香港渡假的泰國曼谷三攀他旺縣耀華力路「新杭州大戲院」的老闆鄭學真伉儷及他們的第二女兒[5]。

- 1971年1月13日(星期三)晚上7時30分參予「樂聲潮劇團」，在香港大會堂，與方巧玉合演潮劇《穆桂英掛帥》，是次演出純為香港童軍鑽禧籌募運動，由社會福利署副署長李春融為贊助人；日本駐香港領事岡田晃為名譽顧問，日本領事館文化部捐款港幣5,000元；日本航空公司捐款港幣4,000元[6]。

## 外部連結
- 香港電影資料館有關莊雪娟參演電影的記錄[永久]
- 莊雪娟在香港影庫上的簡介